# Addicted to Love
Addicted to Love ist ein Lied von Robert Palmer aus dem Jahr 1985, das von ihm geschrieben und von Bernard Edwards produziert wurde. Es wurde zuerst im November 1985 auf dem Album Riptide veröffentlicht. Die im Januar 1986 erschienene Single wurde in den USA ein Nummer-eins-Hit. Das Musikvideo zum Lied gilt als wegweisend für die 1980er-Jahre.

## Geschichte
Während Robert Palmer sich seit Mitte der 1970er-Jahre musikalisch an Funk, Calypso, Reggae, Soul und Electronica orientierte, gelang ihm erst mit dem simplen Rock-Song Addicted to Love der Durchbruch. Die Melodie ist Palmer eigenen Angaben zufolge im Traum eingefallen, er sei erwacht und habe die Melodie sofort aufgenommen. Der Liedtext war inspiriert von den Diskussionen jener Zeit um Abhängigkeiten von Drogen, Alkohol und Magersucht, viele Bekannte von Palmer hätten sich wegen ihrer Abhängigkeit in Behandlung begeben. Palmers Meinung nach liegen die Ursachen für derartige Probleme in der Persönlichkeit, und er fand den Gedanken spannend, dass jemand von der Liebe abhängig sein könnte.
Bei den Aufnahmen zum Lied wurde er von der Supergroup Power Station unterstützt, deren Mitglied er zu der Zeit war. Die erste Aufnahme des Liedes war ein Duett mit Chaka Khan, die Palmer in einem Club getroffen und sie zu den gerade laufenden Studioaufnahmen zu seinem Album Riptide eingeladen hatte. Allerdings wurden Khans Gesangsspuren auf Grund vertraglicher Probleme mit ihrer Plattenfirma vor dem Endmix von den Masterbändern gelöscht. Dennoch wurde sie für ihre Gesangs-Arrangements gewürdigt.
Die Single Addicted to Love wurde zunächst im Januar 1986 in den USA veröffentlicht, internationale Märkte folgten später. Der Song wurde ein Nummer-eins-Hit in den Vereinigten Staaten und Australien. Zudem gewann Palmer mit dem Song bei den Grammy Awards 1987 in der Kategorie Best Male Rock Vocal Performance. Er selber zeigte sich überrascht von dem Erfolg, denn er habe beim Schreiben des Liedes nicht das Gefühl gehabt, einen Hit zu erschaffen.

## Musikvideo
Das Musikvideo zeigt Palmer vor einer Gruppe von fünf einheitlich frisierten, geschminkten und gekleideten jungen Frauen. Palmers Image in dem Video wird als einer der kultigsten Auftritte der 1980er-Jahre angesehen. Er lebt von dem Kontrast zwischen den Geschlechtern, auf der einen Seite Robert Palmer als moderner Casanova und auf der anderen Seite die Gruppe attraktiver Mannequins, die so tun, als würden sie als Begleitband auf ihren Instrumenten spielen. Das Video zu Addicted to Love wird als „legendär“ bezeichnet, es sei nicht nur auf die Persönlichkeit von Robert Palmer zugeschnitten gewesen, sondern habe ihn „unsterblich“ gemacht. Regie führte Terence Donovan.
Das Video wurde bei den MTV Video Music Awards 1986 als Best Male Video ausgezeichnet.
In dem Video zu dem Prinzen-Hit Alles nur geklaut wird die Szene mit Tobias Künzel in der Rolle des Sängers originalgetreu nachgestellt. Im Video zu dem Lied Man! I Feel Like a Woman! von Shania Twain wiederum wird der Addicted-to-Love-Clip mit umgekehrten Rollen parodiert; eine Band aus männlichen Models begleitet die Sängerin. Im Film Tatsächlich...Liebe wird der Video-Clip Christmas Is All Around von Billy Mack mit Frauen in sexy Weihnachtsmann-Kostümen nachgeahmt.

## Rezeption
Bereits kurz nach dem Erscheinen der Single und des Videos betonte Robert Palmer, dass weder das Lied noch das Video chauvinistisch seien, vielmehr habe er dem für die zeitgenössische Popkultur typischen „jugendlichen Zauber und Sinnlichkeit“ ein Denkmal setzen wollen. Das Lied vereint Elemente aus Disco und Hardrock, besonders hervorgehoben werden die moderne Produktion von Edwards, der massive Gate-Einsatz beim Schlagzeug und die eingängige Hookline.

## Coverversionen
- 1986: Weird Al Yankovic (Addicted to Spuds)
- 1988: Ciccone Youth
- 1988: Tina Turner (Liveversionen)
- 1997: Power Station
- 2004: Rod Stewart
- 2009: Florence and the Machine

Auf Robert Palmers Live-Album Live at the Apollo von 2001 findet sich eine Live-Version des Songs, wo Palmer als Zugabe Roll over Beethoven von Chuck Berry zu dem Rhythmus von Addicted singt.